# Garten-Zinerarie
Das Garten-Zinerarie (Pericallis hybrida) oder Läusepflanze ist eine Pflanzenart aus der Familie der Korbblütler (Asteraceae).

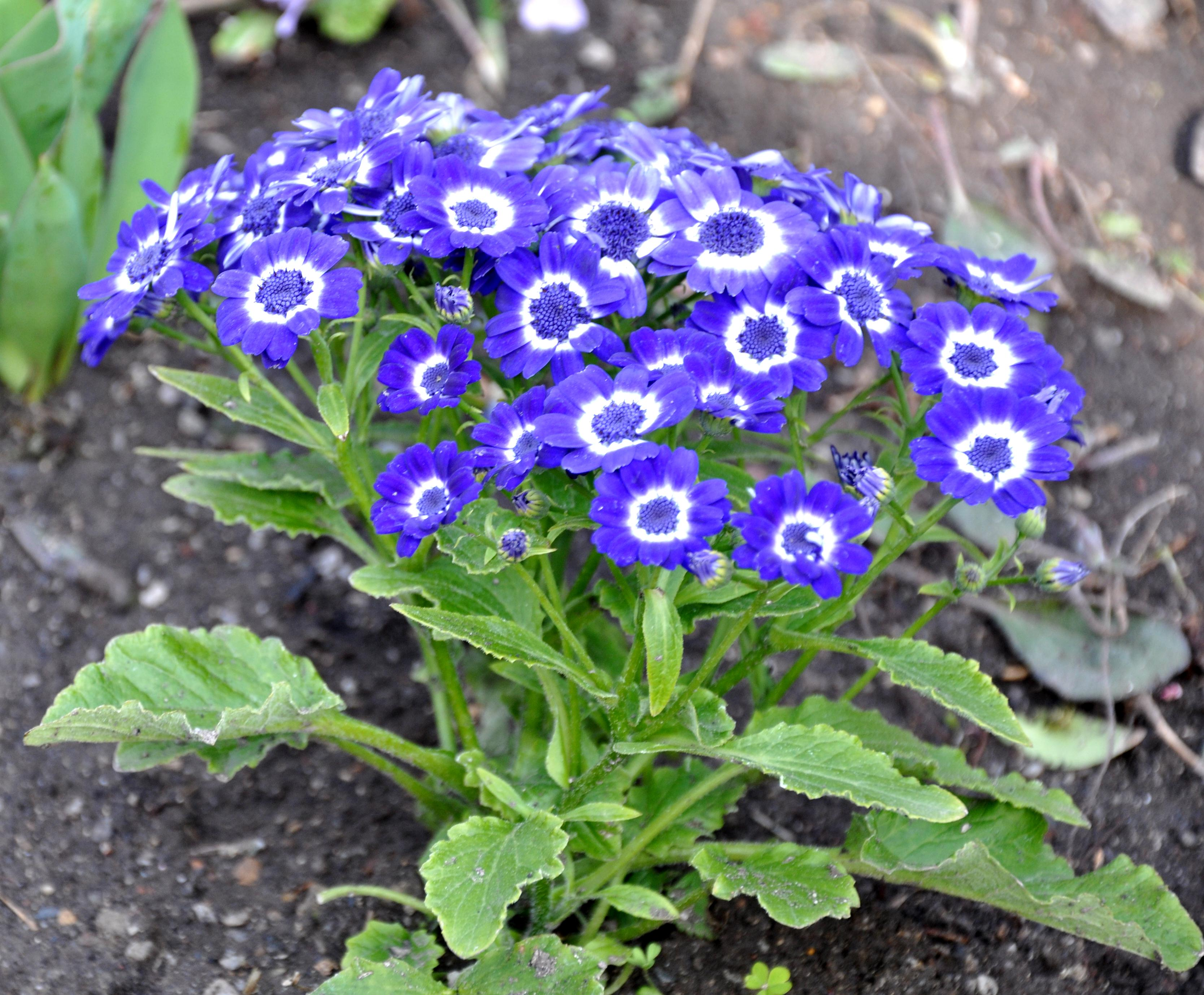
Garten-Zinerarie (Pericallis hybrida)

## Beschreibung
Die Garten-Zinerarie ist eine immergrüne, ausdauernde, krautige Pflanze, die Wuchshöhen von meist 15 bis 40, selten bis 60 Zentimeter erreicht. Die Blattspreite ist dunkelgrün, dreieckig-herzförmig bis eilanzettlich, 6 bis 20 Zentimeter lang und breit und buchtig gezähnt bis gelappt. Bei den oberen Blätter ist der Blattstiel geflügelt und weist am Grund Öhrchen auf. Je zwanzig bis über hundert Blütenköpfe bilden zusammen eine halbkugelförmige und dichte Schirmrispe mit einem Durchmesser von ungefähr 2,5 Zentimeter. Pro Kopf sind neun bis zwölf Zungenblüten vorhanden. Diese sind blau, violett, purpurn, rot, kupferrot, rosa oder weiß gefärbt, sie können aber auch farbig mit weißem Grund oder gefüllt sein. Die Röhrenblüten sind gleichfarbig, oft aber dunkler. Sie können auch weißlich oder gelb sein.
Die Blütezeit reicht von März bis Mai.

## Herkunft
Die Art entstammt vermutlich einer Kreuzung aus Pericallis cruenta (Masson ex L'Hér.) Webb und Pericallis lanata (L'Hér.) B.Nord., welche beide in Wäldern auf den westlichen Kanarischen Inseln vorkommen. Diese Hybride ist wahrscheinlich in Kultur entstanden.

## Nutzung
Das Garten-Zinerarie wird selten als einjährige Zierpflanze für Sommerblumenbeete genutzt. Sie ist mindestens seit 1777 in Kultur. Es gibt zahlreiche Sorten, beispielsweise 'Cinderella mixed'. Sie erreicht eine Wuchshöhe von 20 Zentimeter und hat einen kompakten, kugeligen Blütenstand, die Blüten haben gemischte Farben. Es gibt auch Farbsorten.

## Belege
- Eckehart J. Jäger, Friedrich Ebel, Peter Hanelt, Gerd K. Müller (Hrsg.): Rothmaler - Exkursionsflora von Deutschland. Band 5: Krautige Zier- und Nutzpflanzen. Spektrum Akademischer Verlag, Berlin Heidelberg 2008, ISBN 978-3-8274-0918-8, S. 623–624.